# Mormyrops mariae
Mormyrops mariae es una especie de pez elefante eléctrico perteneciente al género Mormyrops en la familia Mormyridae presente en varias cuencas hidrográficas de África, entre ellas el río Congo y el Pool Malebo, además de las cataratas Wagenia. Es nativa de la República Democrática del Congo y la República Centroafricana; y puede alcanzar un tamaño aproximado de 17,0 cm.

## Estado de conservación
Respecto al estado de conservación, se puede indicar que de acuerdo a la IUCN, esta especie puede catalogarse en la categoría «Preocupación menor (LC)».